# União de Resistentes Antifascistas Portugueses
A União de Resistentes Antifascistas Portugueses (URAP) é uma associação portuguesa de resistentes antifascistas. Foi fundada a 30 de abril de 1976 por um grupo de opositores à ditadura do Estado Novo, muitos dos quais oriundos da Comissão Nacional de Socorro aos Presos Políticos, uma organização que durante a ditadura prestava apoio material e político aos presos políticos e respectivas famílias. No regime democrático pós-25 de abril de 1974, a URAP tem atuado na defesa e promoção dos ideais democráticos e na denúncia de actividades reaccionárias.